# Caterina va in città
Caterina va in città é um filme italiano de 2003, dirigido por Paolo Virzì.

## Sinopse
Caterina é uma menina com 13 anos de idade, filha de um professor e uma dona-de-casa, cuja família se muda de Montalto di Castro para Roma.